# Heinrich Schneider (Theologe)
Heinrich Schneider (* 22. Februar 1908 in Merkenfritz; † 23. April 1994 in Mainz) war ein deutscher Theologe.

## Leben
Von 1927 bis 1931 studierte er an der Universität Freiburg im Breisgau und von 1931 bis 1932 am Priesterseminar St. Peter. Nach der Promotion 1935 bei Arthur Allgeier an der Universität Frankfurt am Main, Dissertation: Die altlateinischen biblischen cantica, studierte er von 1935 bis 1939 am Pontificio Istituto Biblico. Nach der Habilitation 1943 in Freiburg im Breisgau, Habilitationsschrift: Die biblischen Oden und die christliche Psalmodie bei den Griechen und Syrern, lehrte er von 1946 bis 1975 als Professor für Altes Testament an der Universität Mainz.

## Schriften (Auswahl)
- Die altlateinischen biblischen Cantica. Beuron 1938, OCLC 4672494.
- Kirche, Bibel und Abstammungslehre. Freiburg im Breisgau 1946, OCLC 73628350.
- Der Text der Gutenbergbibel. Zu ihrem 500-jährigen Jubiläum untersucht. Bonn 1954, OCLC 720170314.
- Das Buch Daniel. Das Buch der Klagelieder. Das Buch Baruch (Herder Bibelkommentar Bd. IX/2). Herder, Freiburg im Breisgau 1954.
- als Herausgeber: Die Sprüche Salomos. Das Buch des Predigers. Freiburg im Breisgau 1962, OCLC 264993706.